# Асколи Сатриано
А̀сколи Сатриа̀но (на италиански: Ascoli Satriano, на местен диалект Àscul, Аскул) е град и община в Южна Италия, провинция Фоджа, регион Пулия. Разположен е на 393 m надморска височина. Населението на града е 6391 души (към 28 март 2011).

## Географско местоположение
Градът се намира 30 км южно от провинциалната си столица, Фоджа (260 км югоизточно от Рим) на три хълма пред долината на реката Карапеле, в равнината Таволиере. Хълмовете са глинести по същност.

## История

### Древност
Градът е бил важен италийски център, чиито пъври жители са били дауните, индоевропейски народ от илирийски произход, които са се били смесили с друите местни народи. Древното градско име Auhuscli (Аухускли), което се намира в гръцка азбука в монетите, които са били сечени в града през 4 и 3 век пр.н.е. - се е превърнало в латинското име Ausculum (Аскулум), и може да произходи от италийската дума aus(s), „извор“. Думата Satriano, която различава името от други италиански градове с подобни названия, вероятно произхожда от името на съседния древен град Satricum (Сатрикум).
В 279 пр.н.е. близо до града се бори битката при Аскулум, при която епирският цар Пир, който гръцката колония Таранто е попитал за помощ, печели победа на римляните, които са се разпростирали до южна Италия. Победата е така краткотрайна и кървава, че Пир, според Плутарх, възкликва ... още една такава победа - и ние сме загубени!. Битката е станал символ на Пирова победа.
Градът пада под влиянието на Рим, обаче не губи правото си на сечене на пари със своето име. По времето на втората пуническа война (218-201 пр.н.е.), градът остава между римските съюзници против Ханибал.
Покровиетл на града е San Potito, който ежегодно се чества на 14 януари.